# Bryum handelii
Bryum handelii är en bladmossart som beskrevs av Brotherus 1929. Bryum handelii ingår i släktet bryummossor, och familjen Bryaceae. Inga underarter finns listade i Catalogue of Life.